# Premio Noma della pubblicazione in Africa
Il Premio Noma della pubblicazione in Africa (Le Prix Noma de Publication en Afrique) è stato un premio letterario assegnato annualmente alla miglior opera scritta da un autore residente in Africa.
Istituito nel 1979 da Shoichi Noma, presidente dalla casa editrice giapponese Kōdansha, il suo intento è stato d'incoraggiare e supportare autori ed autrici africane a pubblicare e distribuire le proprie opere.
Suddiviso in tre categorie: libri accademici e scolastici, opere per ragazzi e letteratura e scrittura creativa, riconosceva al vincitore un assegno di 10000 dollari oltre ad una placca commemorativa.
Nel 2009 è stato sospeso in seguito all'interruzione del sostegno commerciale di Kōdansha.

## Albo d'oro[8]
- 1980: Une Si Longue Lettre di Mariama Bâ
- 1981: Health Education for the Community di Felix C. Adi
- 1982: The Brassman’s Secret di Meshack Asare
- 1983: Criminal Procedure in Ghana di Austin Amissah
- 1984: Mesandiki wa Mau Mau Ithaamirio-in di Gakaara wa Wanjau ex aequo con Fools and other stories di Njabulo Ndebele
- 1985: La Trahison de Marianne di Bernard Nanga
- 1986: Sobreviver em Tarrafal de Santiago di António Jacinto
- 1987: Villes de Côte d’Ivoire, 1893–1940 di Pierre Kipré
- 1988: Working Life. Factoris, Townships, and Popular Culture on the Rand, 1886-1940 di Luli Callinicos
- 1989: Bones di Chenjerai Hove
- 1990: Uprooting Poverty: The South African Challenge di Francis Wilson e Mamphela Ramphele
- 1991: Waiting Laughters di Niyi Osundare
- 1992: A comme Algériennes di Souad Khodja ex aequo conOne Day, Long Ago. More Stories from a Shona Childhood di Charles Mungoshi
- 1993: Third World Express di Mongane Wally Serote
- 1994: A Modern Economic History of Africa. Volume 1: The Nineteenth Century di Paul Tiyambe Zeleza
- 1995: Triomf di Marlene van Niekerk
- 1996: Destins parallèles di Kitia Toure
- 1997: Mfantsipim and the Making of Ghana: A Centenary History, 1876-1976 di A. Adu Boahen
- 1998: The Politics of Liberation in South Sudan: An Insider's View di Peter Adwok Nyaba
- 1999: L’Interprétation des rêves dans la région sénégambienne. Suivi de la clef des songes de la Sénégambie de l'Egypte pharaonique et de la tradition islamique di Djibril Samb
- 2000: Ufundishaji wa Fasihi: Nadharia na Mbinu di Kimani Njogu e Rocha Chimera
- 2001: Odun Ifa/Ifa Festival di Abosede Emanuel
- 2002: The Arabic Novel: Bibliography and Critical Introduction, 1865-1995 di Hamdi Sakkut
- 2003: Walter and Albertina Sisulu. In Our Lifetime di Elinor Sisulu
- 2004: Nessun vincitore, solo 4 "Menzioni speciali"
  - The Cry of Winnie Mandela di Njabulo Ndebele
  - The Plays of Miracle and Wonder di Brett Bailey
  - Lanre and the Queen of the Stream di Tunde Lawal-Solarin
  - A Dictionary of Yoruba Personal Names di Adeboye Babalola e Olugboyega Alaba
- 2005: La mémoire amputée di Werewere Liking[9]
- 2006: In a Ribbon of Rhythm di Lebogang Mashile
- 2007: Strife di Shimmer Chinodya
- 2008: Beginnings of a Dream di Zachariah Rapola
- 2009: Lawless and Other Stories di Sefi Atta[10]